# Lyla Lay
Lyla Lay è un personaggio immaginario e la protagonista femminile della serie a fumetti Disney Italia di PK (PK - Paperinik New Adventures, PK², PK - Pikappa e PK - Nuova era).
Nelle prime due serie, Lyla è un agente-androide in forza alla Tempolizia, incaricata di vegliare sul corretto scorrimento del flusso temporale nella Paperopoli del XX secolo. Qui lavora sotto copertura come giornalista a 00 Channel.
Nella terza serie, Lyla mantiene la sua natura di androide e il suo lavoro a 00 Channel, ma non è più agente della Tempolizia. Il nome del suo creatore è avvolto nel mistero.
Il suo aspetto è piuttosto variabile a seconda dei disegnatori: a volte ha forme eleganti, attraenti, seducenti e slanciate, mentre in altre appare quasi leggermente macrocefalica e pare più bassa.

## Paperinik New Adventures (PKNA)
Nelle prime due serie, lavora come giornalista a 00 News, la redazione giornalistica di Channel 00. Nonostante le apparenze, Lyla è un droide di classe 5Y della Tempolizia, un corpo di polizia temporale del futuro che si occupa di fermare i cronopirati (viaggiatori del tempo non autorizzati che compiono furti di tesori e beni preziosi del passato). Conosce l'identità segreta di Paperinik ed è una sua fedele alleata in numerose avventure.
Fa la sua prima, fugace apparizione nel Numero Zero della prima serie. La prima storia di cui è co-protagonista è Il vento del tempo (Numero Zero/2), in cui Lyla e Paperinik affrontano il più pericoloso predone dello spazio-tempo: il Razziatore.
Viene successivamente accusata di aver intenzionalmente colpito un altro Tempoliziotto; è quindi ricondotta nel proprio tempo d'origine per affrontare un processo, dal quale esce completamente scagionata grazie all'intervento di Paperinik.
L'eroe dimostra infatti che lo strano comportamento della sua dolce amichetta è dovuto ad un biochip che Leonard Vertighel, malvagio creatore del modello 5Y, aveva inserito in alcuni esemplari (quelli da lui ritenuti "perfetti") al fine di trovare una compagna ideale per lui.
Una volta rimosso il chip, Lyla torna alla normalità e può riprendere il suo posto nel XX secolo a fianco del papero mascherato, finché non viene bloccata nel XXIII secolo a causa della microcontrazione. Tornerà nel XX secolo negli ultimi numeri, grazie all'intervento di Everett Ducklair e del Libro del Destino (PKNA #49/50).

## PK²
Nella seconda serie, Lyla scopre l'esistenza delle figlie di Everett Ducklair e diventa - seppure per pochi episodi - l'addetto stampa della Ducklair Enterprise. Lascerà l'incarico dopo poco per differenze di vedute con il nuovo principale, tornando nuovamente a 00 News, questa volta con il ruolo di caporedattore. Farà la sua ultima apparizione in PK² 12, in un paio di vignette.
Durante la serie viene in contatto con Tyrrel Duckard, un tempoliziotto droide che aveva conosciuto al tempo dell'accademia e di cui è innamorata. Tyrrel è rimasto bloccato come Lyla nel XXI secolo a causa della microcontrazione e per questo cerca di tornare a casa nel XXIII secolo, tentando di distruggere la fascia temporale in cui vive. Lyla insieme a Paperinik riuscirà a fermarlo, distruggendo l'annichilatore che Tyrrel aveva costruito con l'aiuto della stessa Lyla; tuttavia, alla fine lo lasceranno libero, perché "Non potrà più distruggere la nostra epoca" (vedi PK² 5).

## Pikappa (PK)
Nella terza serie, la sua storia viene completamente riscritta: non è più un agente della Tempolizia, ma un droide creato da un misterioso inventore vissuto nell'800, Hyde Babbage, insieme ad un altro droide, Tyrrel Duckard. Il loro creatore li chiamò Adam ed Eve, perché nelle sue intenzioni sarebbero stati i capostipiti di una nuova razza. Viene abbandonata completamente priva di memoria (in seguito a circostanze chiarite solo nel numero 9) fra i ruderi della Century Ltd e qui trovata, riparata e riattivata da Lyonard D'Aq, il quale ha anche apportato alcune modifiche alla sua struttura.
Continua a lavorare a 00 News come webgiornalista. In questa serie, Lyla prova una leggera infatuazione per il vicedirettore Peter Watermann, il quale la ricambia.
Ovviamente, rimane una fedele alleata di Pikappa.
Fa una breve apparizione nel numero 3000 di Topolino nella storia ''Eta Beta l'uomo del 3000'' insieme a tutta la banda Disney.

## PK - Nuova era (PKNE)
In Gli argini del tempo, avventura che fa parte del progetto di rilancio della Saga di Pikappa, Lyla torna a Paperopoli dopo molti anni di assenza. Si era infatti trasferita all'estero e il pubblico la conosceva ormai solo per i suoi celebri reportage.
La sua intenzione è quella di stabilirsi definitivamente in città lavorando ad un nuovo programma televisivo Alzo Zero/Zero. La papera si trova però invischiata in un disastro temporale e come ai vecchi tempi chiede l'aiuto di Pikappa, con cui riesce a evitare una catastrofe.

## Numeri in cui appare

### Paperinik New Adventures
- PKNA Numero Zero - Evroniani
- PKNA #0/2 - Il vento del tempo
- PKNA #1 - Ombre su Venere
- PKNA #3 - Il giorno del Sole Freddo
- PKNA #4 - Terremoto
- PKNA #5 - Ritratto dell'eroe da giovane
- PKNA #6 - Spore
- PKNA #8 - Silicio
- PKNA Speciale 97 - Missing
- PKNA #10 - Trauma
- PKNA #11 - Urk
- PKNA #12 - Seconda stesura
- PKNA #13 - La notte più buia
- PKNA #16 - Manutenzione straordinaria
- PKNA #18 - Antico futuro
- PKNA #19 - Zero assoluto
- PKNA #22 - Frammenti d'autunno
- PKNA #24 - Crepuscolo
- PKNA #26 - Il tempo fugge
- PKNA #28 - Metamorfosi
- PKNA #29 - Virus
- PKNA #31 - Beato Angelico
- PKNA #34 - Niente di personale
- PKNA #39 - Cronaufragio
- PKNA #40 - Un solo respiro
- PKNA #43 - Tempo al tempo
- PKNA #48 - Le parti e il tutto
- PKNA #49/50 - Se...

### PK²
- PK² 2 - Solo un po' di paura
- PK² 3 - La voce del buio
- PK² 5 - La fine della storia
- PK² 7 - Ancora un giorno
- PK² Speciale 01 - Duckmall
- PK² 8 - Soltanto un amico
- PK² 9 - Gradi di separazione
- PK² 10 - Altovolume
- PK² 11 - Il peso dei ricordi
- PK² 12 - Blackout

### Pikappa
- PK 001 - Un supereroe per caso
- PK 002 - Toyland
- PK 003 - Un mondo perfetto
- PK 004 - Giorni di un passato presente
- PK 005 - Robophobia
- PK 008 - Kronin
- PK 009 - Grandi speranze
- PK 011 - L'eracolatore
- PK 012 - Un lungo addio
- PK 014 - Turisti dallo spazio
- PK 020 - I cacciatori
- PK 021 - Serie zeta
- PK 023 - Senza via di scampo
- PK 026 - Il re guerriero
- PK 028 - A 9 secondi dalla fine
- PK 030 - Vigilia bianca
- PK 032 - The end?

### PK - Nuova era(Topolino)
- PKNE #2 - Gli argini del tempo
  - Episodio 1 del numero 3102.
  - Episodio 2 del numero 3103.
  - Episodio 3 del numero 3104.
  - Episodio 4 del numero 3105.
- PKNE #3 - Il Raggio Nero
  - Episodio 1 del numero 3128.
  - Episodio 4 del numero 3131.
- PKNE #4 - Timecrime
  - Episodio 1 del numero 3153.
  - Episodio 2 del numero 3154.
- PKNE #5 - Cronaca di un ritorno
  - Episodio 3 del numero 3184.
- PKNE #6 - Il marchio di Moldrock
  - Episodio 1 del numero 3205.
- PKNE #7 - L'orizzonte degli eventi
  - Episodio 1 del numero 3250.
  - Episodio 5 del numero 3254.
- PKNE #9 - Una leggendaria notte qualunque del numero 3407.
- PKNE #10 - Zona franca
  - Episodio 1 del numero 3437.
  - Episodio 2 del numero 3438.

#### PK - Nuova era(Topolino Fuoriserie)
- PK #1 - Un nuovo eroe
- PK #2 - Danger Dome
- PK #3 - Ur-Evron
- PK #4 - I giorni di Evron
- PK #5 - Obsidian
- PK #6 - I giorni di Pikappa
- PK #9 - Il principio di Voyda
- PK #11 - Il maestro del Silenzio
- PK #13 - Il nemico del ragno
- PK #14 - I conti con la realtà